# Општина Гринду (Тулћа)
Гринду (рум. Grindu) општина је у Румунији у округу Тулћа.
Oпштина се налази на надморској висини од 5 m.